# 카일리 코스매틱스
카일리 코스매틱스(Kylie Cosmetics)는 카일리 제너가 설립한 미국의 화장품 회사이다. 회사는 2015년 11월 30일부터 리퀴드 립스틱과 립라이너 세트인 카일리 립 키트(Kylie Lip Kits)를 판매하기 시작했다. 이전에는 카일리에 의해 립 키트(Lip Kit)로 알려졌던 이 회사는 2016년에 카일리 코스매틱스로 이름이 변경되었다.
2018년에 포보스는 카일리 코스매틱스 회사 가치가 8억 달러라고 보고했고, 2019년 3월에는 회사 가치가 9억 달러라고 보고했다. 코티는 2019년 11월에 6억 달러에 카일리 코스매틱스 회사 지분 51%를 매수하여 회사 가치를 약 12억 달러로 평가했다. 그러나 2020년 초 포보스는 코티 거래 문서를 인용하여 카일리 코스매틱스가 자체 가치를 과대평가 했다고 보고했다.

## 배경
2014년에 카일리 제너와 그녀의 어머니 크리스 제너는 Seed Beauty와 협력하여 카일리 코스매틱스를 설립했다. 회사의 첫 제품인 립 키트는 리퀴드 립스틱과 립 라이너로 구성되어 있으며, 2015년 11월 30일에 출시되었다. 첫 15,000개의 립 키트는 Seed Beauty가 제작하고, 카일리 제너는 자신의 모델링 수입에서 25만 달러를 투자하여 자금을 조달했다. 2016년 2월에 회사 이름을 카일리 코스메틱스로 변경하고, 생산량을 50만 개로 늘렸다. 2016년 말까지 회사의 총 수익은 3억 달러를 넘었다.
카일리 제너는 자신의 입술 크기에 대한 과거의 콤플렉스를 브랜드의 영감으로 삼았다고 말하며, "내 커리어에서 가장 진솔한 일"이라고 표현했다. 많은 사람들은 카일리 제너의 성형으로 변화된 입술이 그녀의 브랜드 성공에 크게 기여했다고 보고 있다.

## 사업

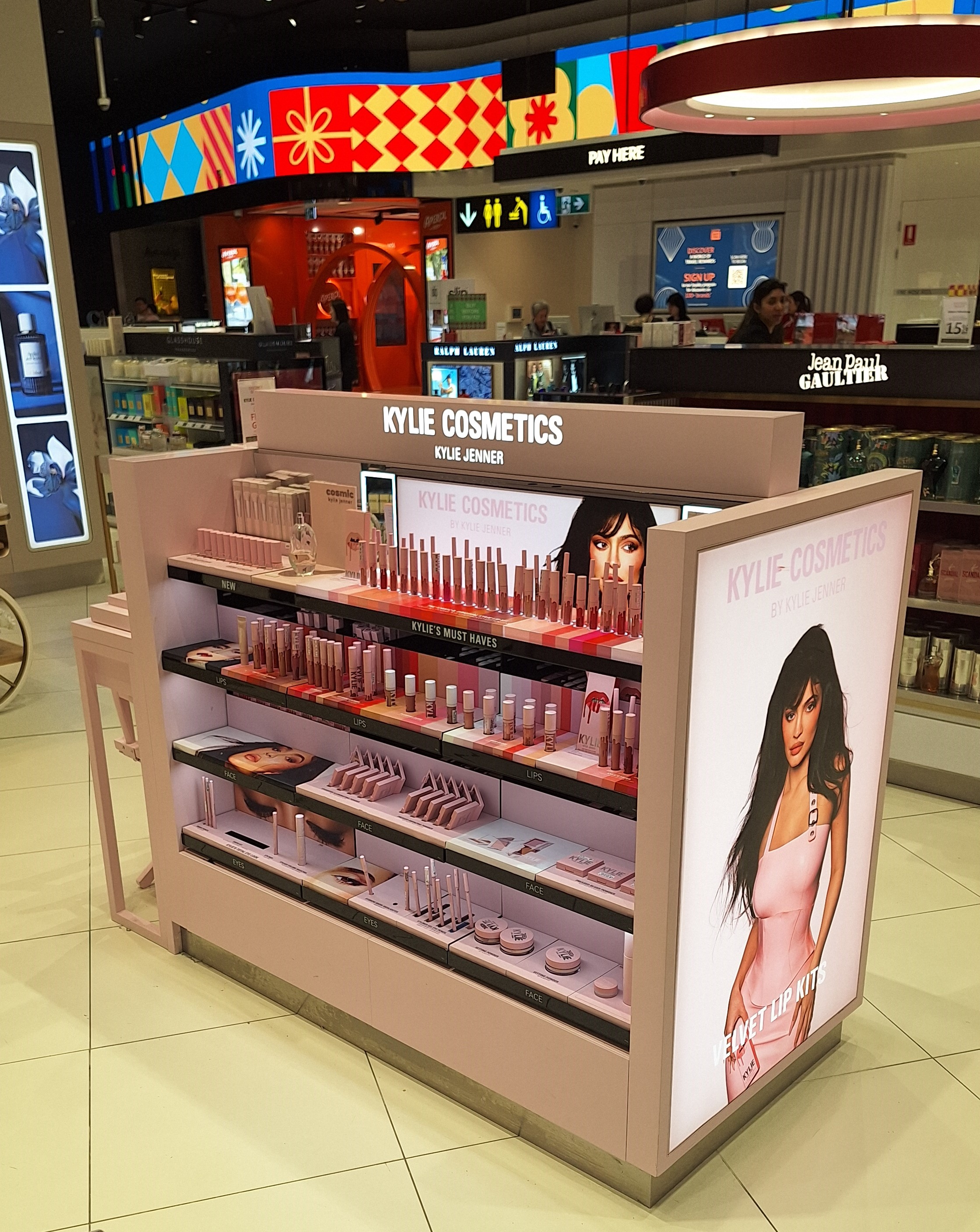
호주 멜버른 공항 면세점에 있는 카일리 코스매틱스 진열대.

2017년 4월, 카일리 제너는 언니 킴 카다시안과의 협업인 KKW X Kylie를 발표했다. 5월에는 카일리 코스매틱스가 다시 한 번 클로에 카다시안과 함께 Koko라는 이름의 컬렉션을 선보일 것이라고 발표되었다. 같은 해 11월, 미국 전역의 7개 TopShop 매장에서 한 달간 진행된 팝업 행사에서 카일리 코스매틱스 제품이 판매되었다. 2018년 11월부터는 카일리 코스매틱스 제품을 Ulta 매장에서 구매할 수 있게 되었다.
2018년 4월, 카일리 제너는 이복언니인 코트니 카다시안과 함께한 협업 Kourt X Kylie를 발표했다. 2018년 5월 9일에는 카일리와 그녀의 어머니 크리스 제너가 Kris Kollection이라는 협업 제품을 인스타그램을 통해 공개했다. 이 컬렉션의 미니 립 세트에는 8개의 미니 리퀴드 립스틱이 포함되어 있으며, 그중 하나는 크리스 제너가 최근 몇 년 동안 직접 사용하고 상표 등록을 시도한 별명인 Momager로 명명되었다. 이 외에도 Kris Kollection에는 립글로스와 4색 프레스드 파우더 하이라이터/블러셔 팔레트가 포함되어 있으며, 이는 온라인에서 좋은 평과 나쁜 평이 동시에 쏟아지며 논란을 일으켰다. 이 컬렉션은 어머니의 날 직전에 출시되었다.
2019년, 카일리 제너는 올리버 루스테잉(프랑스 패션 디자이너)과의 협업인 카일리 X 발메인(Kylie X Balmain)을 발표했으며, 이 컬렉션은 같은 해 9월 27일에 출시되었다. 2020년에는 크리스마스를 맞아 그린치(미국 동화책 수스에 있는 캐릭터)와의 협업 제품을 선보였고, 2021년 10월에는 할로윈을 기념해 어 나이트메어 온 엘름 스트리트 A Nightmare on Elm Street(미국 공포 영화 제목)과의 협업 컬렉션을 출시했다. 2022년 10월 19일에는 배트맨과의 협업 컬렉션인 베트남 X 카일리(Batman x Kylie)가 출시되었다.

## 비판 및 논란

### 비싼 브러시 세트
2017년, 카일리 제너는 카일리 코스매틱스에서 360달러에 16개짜리 럭셔리 메이크업 브러시 세트를 출시했다. 이 가격에 메이크업 전문가들, 넷티즌들로부터 비판이 쏟아졌다. 제임스 찰스와 제프리 스타를 비롯한 몇몇 유명 유튜버들 또한 브러시 세트 가격에 대하여 부정적인 의견을 내놓았다.
비싼 브러시 세트의 대한 카일리 제너의 해명
2017년 12월 10일, 카일리 제너는 자신의 X에 "실제 브러시는 인조 브러시와 비교할 수 없어요. 성능, 품질, 모든 것이 달라요. 저는 나중에 인조 브러시 라인을 출시하는데 100% 동의해요. 그렇게 하면 저렴한 가격에 화장품을 제공할 수 있을 거예요"라고 게시물을 게시했다. “X 링크”.
그리고 또한, 카일리 제너는 자신의 브러시 세트 제품이 다른 유명 브랜드의 브러시 세트와 비교했을 때 가격이 정당하다는 게시물을 X에 게시했다. “X 링크”. 게시물에서의 카일리 제너는 "저는 항상 제품의 가격을 가능한 한 낮추기 위해 노력해요. 여기 참고할 만한 다른 털 브러시 라인들을 소개할게요"라며 유명 브랜드들의 제품의 가격이 담긴 참고용 스크린샷을 공유했다.
참고용 스크린샷에서의 카일리 제너는 아티스 (Artis), 맥 (Mac), 케빈 어코인 (Kevyn Aucoin) 브랜드의 브러시 세트 가격을 예시로 들어 자신의 브러시 세트가 비싸긴하지만, 다른 고급 브랜드와 비슷한 가격대라는 점을 보여주고 있다. 그리고 또, 그 중에서 카일리 제너의 브러시 세트는 16개의 브러시로 가장 많은 수를 자랑한다.